# Лимбу (язык)

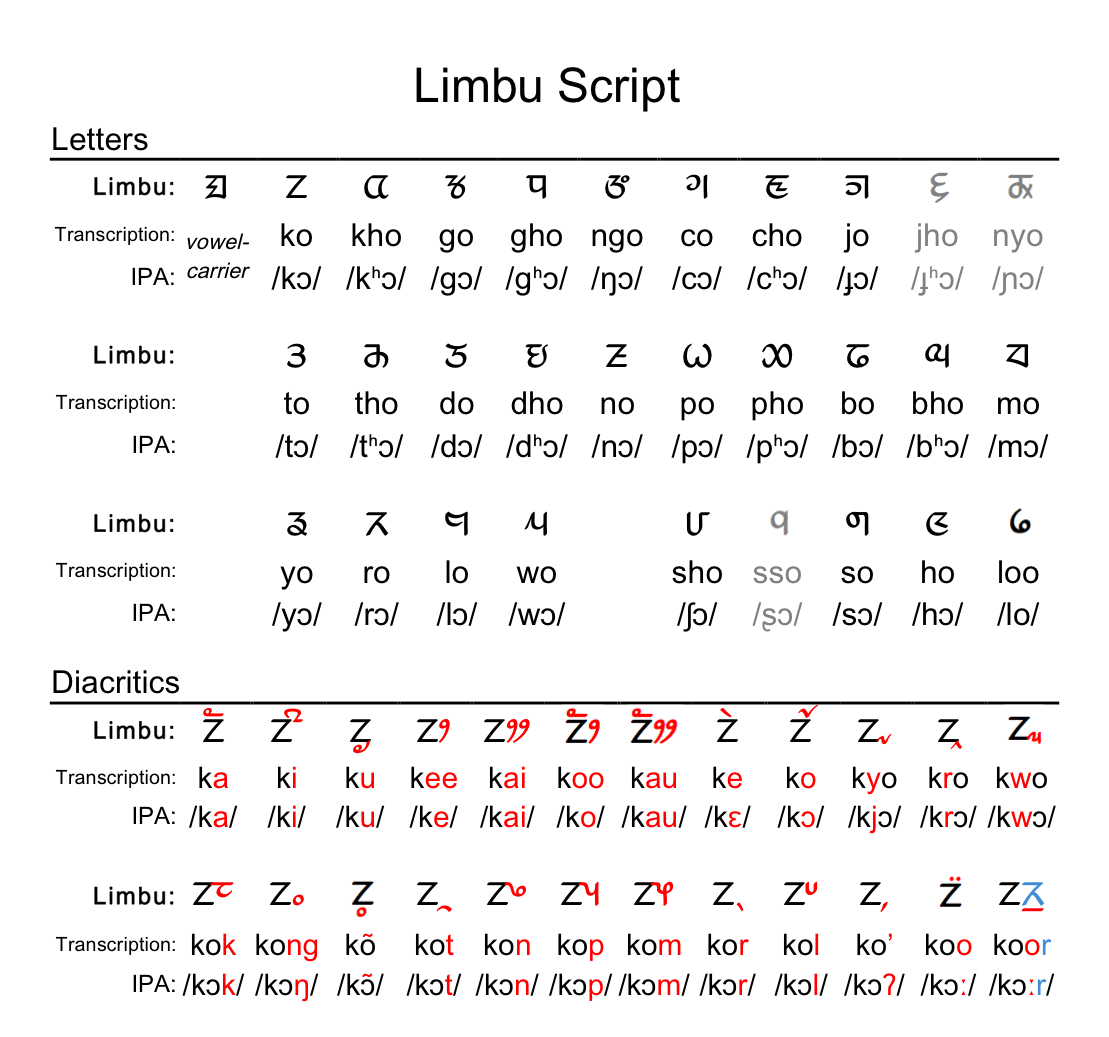
Лимбу скрипт. Серые буквы являются устаревшими.

Ли́мбу — тибето-бирманский язык, на котором говорят представители одноимённой народности, в Непале, Сиккиме, Кашмире, а также в округе Дарджилинг индийского штата Западная Бенгалия. Практически все носители языка также свободно говорят на непальском. Общее число носителей около 370 тысяч.
В языке имеются четыре основных диалекта: пантаре, педапе, чаттхаре и тамбар кхоле. Стандартным диалектом является пантаре, но наибольшее число носителей у педапе.
Большинство носителей лимбу — индуисты. Большинство лимбу в Кашмире — мусульмане.

## Письмо
Для языка лимбу было разработано специальное письмо, абугида, производная от тибетского письма. Так как больше лимбу умеет писать по-непальски, чем на лимбу, часто тексты на языке лимбу сопровождаются непальским переводом. Кроме того, лимбу записывают на деванагари.

## Использование и публикации
На лимбу выходят многие периодические издания. Среди них литературный журнал Tanchoppa («Утренняя звезда»), выходящий с 1995 года. Старейшие известные образцы письма лимбу были созданы около Дарджилинга в 1850-е годы.

## Преподавание
В Непале преподавание на лимбу ведётся в частных учебных заведениях. Правительство Непала финансировало издание учебников «Ani Paan» для начальной школы, с первого по пятый класс. В Сиккиме с 1970-х годов язык лимбу (на письме лимбу) преподаётся в английских школах как отдельный предмет в районах, населённых лимбу. Около 4000 учеников изучают язык по часу в день. Изданы учебники, предназначенные для всех классов, с первого по двенадцатый.